# Catocala flava
Catocala flava là một loài bướm đêm trong họ Erebidae.